# Антихреза
Антихрез или антихреза (лат. antichresis; от греч.: обмен ценностей) — специфическая форма залога, при которой залогодержатель имеет право извлекать выгоду из залога (например, получать доход от заложенного имения) вместо взимания процентов с должника.

## В русском праве
Антихрез в XV—XVII веках являлся достаточно популярным инструментом, но само название не использовалось.

Оригинальный текст (лат.)Si antichresis facta sit (fundi aut aedium)... in usuras fructus percipiat aut locando aut ipse percipiendo habitandoque.
В случае залога земли или дома по антихрезу кредитор вместо процентов собирает плоды либо путем сдачи в аренду, либо путем непосредственного сбора плодов, или проживая в доме.
— (D. 20.1.11.1)
Получил своё распространение так как являлся доступным вариантом когда платой за пользование капиталом выступало пользование заложенным имуществом, а сам размер этой платы зависел от размера этого имущества. Антихрез не использовался для обхода запрета на получение процентов по ст. 255 Соборного уложения 1649 года, так как в этом не было необходимости. В случае непогашения долга заложенное на условиях антихреза имущество обычно переходило в собственность залогодержателя. Встречалось и условие о том, что должник продолжал оставаться собственником заложенного имущества, а кредитор продолжал использовать имущество до полного погашения долга (например пахать заложенную землю и косить на ней сено).

## В римском праве
Распространение антихрез получил ближе к византийской эпохе, это связано с экономическим упадком, недостатком денег, поэтому должники для того, чтобы покрыть проценты, отдавали землю во владение и пользование кредитору.

## Во Франции
Французское право XIX века придавало земельной собственности особое значение, которая распространялась полностью и абсолютно на всё воздушное пространство над участком и все недра под земельным участком, то есть практически неограниченное право собственника пользоваться земельным участком. В качестве единственного ограничения можно назвать антихрез, который также выступал как форма заклада при которой должник сохранял право пользования в случае просрочки платежа.